# Utah Jazz 1986-1987
La stagione 1986-87 degli Utah Jazz fu la 13ª nella NBA per la franchigia.
Gli Utah Jazz arrivarono secondi nella Midwest Division della Western Conference con un record di 44-38. Nei play-off persero al primo turno con i Golden State Warriors (3-2).

## Roster
| N° | Naz.                   | Ruolo | Sportivo         | Anno | Alt. | Peso |
| -- | ---------------------- | ----- | ---------------- | ---- | ---- | ---- |
| 4  | Stati Uniti (bandiera) | GA    | Kelly Tripucka   | 1959 | 198  | 100  |
| 12 | Stati Uniti (bandiera) | G     | John Stockton    | 1962 | 185  | 77   |
| 14 | Stati Uniti (bandiera) | G     | Rickey Green     | 1954 | 183  | 77   |
| 20 | Stati Uniti (bandiera) | G     | Bob Hansen       | 1961 | 198  | 86   |
| 22 | Stati Uniti (bandiera) | A     | Carey Scurry     | 1962 | 201  | 85   |
| 30 | Stati Uniti (bandiera) | G     | Dell Curry       | 1964 | 193  | 86   |
| 32 | Stati Uniti (bandiera) | A     | Karl Malone      | 1963 | 206  | 113  |
| 35 | Stati Uniti (bandiera) | G     | Darrell Griffith | 1958 | 193  | 86   |
| 41 | Stati Uniti (bandiera) | AC    | Thurl Bailey     | 1961 | 211  | 98   |
| 43 | Stati Uniti (bandiera) | A     | Marc Iavaroni    | 1956 | 203  | 95   |
| 53 | Stati Uniti (bandiera) | C     | Mark Eaton       | 1957 | 224  | 125  |
| 54 | Stati Uniti (bandiera) | C     | Kent Benson      | 1954 | 208  | 107  |

## Staff tecnico
- Allenatore: Frank Layden
- Vice-allenatori: Jerry Sloan, Scott Layden